# Reduflação
Em economia, a reduflação é o processo em que os produtos diminuem de tamanho ou quantidade, enquanto que o seu preço se mantém inalterado ou aumenta. Este efeito é uma consequência do aumento do nível geral dos preços dos bens, manifestado por unidade de peso ou volume, causado por inúmeros fatores, principalmente a perda do poder aquisitivo da moeda e a queda do poder de compra dos consumidores e/ou do aumento do custo dos insumos, cuja resposta da oferta é a redução do peso ou tamanho dos bens transacionados. 
A reduflação concebe-se, portanto, como uma forma de adaptação da oferta à pressão inflacionária, e surge para evitar uma perturbação na dinâmica de transferências para o mercado, ante a concorrência. Por causa e efeito, apresenta-se destarte como uma forma encapotada de inflação.

## Etimologia
A expressão resulta de uma tradução literal do termo shrinkflation, um neologismo inglês, cunhado por Pippa Malmgren e Brian Domitrovic, na obra de 2009 "Econoclasts: The Rebels Who Sparked the Supply-Side Revolution and Restored American Prosperity" (lit. Econoclastas= Os Rebeldes que despoletaram a revolução da Oferta e Restauraram a Prosperidade Americana), que resulta da aglutinação de «shrink» 'reduzir' com «(in)flaction» '(in)flação'.
Nestes termos, em português afigura-se como uma aglutinação dos étimos redu(ção) e (in)flação.

## Impacto e opinião pública
Este fenómeno é especialmente notório em produtos embalados, embora esta medida não seja bem acolhida pelos consumidores, que reparam na diferença no rendimento do produto em relação ao preço e nas alterações da formas de apresentação e feitio do mesmo, que são os seus sinais mais visíveis. Assinala-se, por seu turno, a maneira desigual com que, entre diferentes retalhistas, um mesmo produto se pode apresentar com diferentes tamanhos, qualidades e preços, a qual pode revestir a interpretação que se faz da reduflação de uma complexidade acrescida, tendo em conta os interesses adicionais que influem sobre este processo. 
Por sua vez, Pippa Malmgren, assessora de economia-política do governo norte-americano, durante a presidência de George W. Bush, aplicou esta expressão na obra "Signals: How Everyday Signs Can Help Us Navigate the World's Turbulent Economy" (lit. Sinais: Que sinais da vida prosaica nos podem nortear na turbulenta Economia Mundial)  afirma que a reduflação acaba por ser um sinal nítido da inflação, de modo que tem repercussões muito sérias para a política monetária dos bancos centrais. Neste sentido, ressalta-se também para a tendência geral dos consumidores para culpar os retalhistas quando, a pospelo, se argumenta que são na verdade os bancos centrais os responsáveis directos sobre a inflação, e por arrasto da reduflação.

## Reduflação em Portugal
Algumas marcas estão a reduzir o tamanho das suas embalagens e a cobrar o mesmo, ou até mais, por uma menor quantidade de produto. Nos últimos tempos têm surgido muitos exemplos desta prática no comércio em Portugal.
Um dos exemplos foi o da Planta, creme para barrar. A 1 de março de 2022, ainda com uma embalagem de 450 gramas, este produto custava 3,19 euros nas lojas Auchan, Continente e Minipreço. No Pingo Doce estava à venda por 2,39 euros.

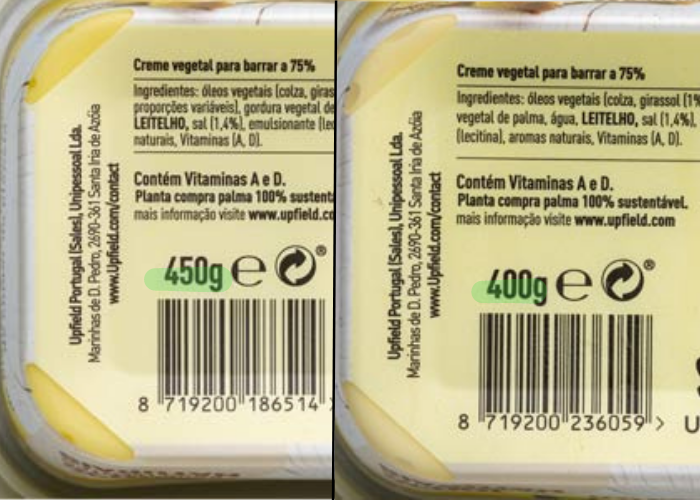
Artigo que sofreu reduflação.

A 1 de novembro de 2022, a embalagem tinha já menos 50 gramas e estava mais cara. Nas lojas Auchan, Continente e Minipreço, uma embalagem de Planta Original Creme para Barrar de 400 gramas custava 3,49 euros, o que se traduz numa subida real de 23,2% face a 1 de março de 2022. No Pingo Doce, a 1 de novembro, o preço estava em 2,79 euros, o que, na realidade, corresponde a 31,38% de aumento em relação a 1 de março do mesmo ano.